# Sigismundo de Schkopp
Sigismundo de Schkopp (em neerlandês: Sigismund van Schkoppe; Parchau, Prússia, 10 de março de 1613 - Glogau, 3 de outubro de 1654), foi General-Governeur das Índias Ocidentais e um General de infantaria marítima, aliado a Maurício de Nassau, que participou das Invasões Holandesas no Brasil a serviço da Companhia Holandesa das Índias Ocidentais.

Personagem central na constituição da Nova Holanda, o Conde Mauricio de Nassau se entusiasmara com as amplas vitórias de Schkopp:

“Animado por tão fácil vitória, não podia Nassau dar férias. Preferia aproveitar-se da estrela que tanto para ele brilhava, destacando para o sul, por terra, Sigismundo Schkoppe”

Assim, veio a lhe conceder plenos poderes, vindo a ser o Governador da nova colônia:
“todos os lugares conquistados e ainda por conquistar no Brasil pela Companhia das Índias Ocidentais, assim como sobre todas as forças de terra e mar que a mesma ali tiver e vier a ter”

## No Brasil
Entre seus feitos a serviço da Casa de Orange-Nassau, atuou em batalhas no Maranhão (captura de São Luís, Maranhão), na tomada da Ilha de Itamaracá e Batalha dos Guararapes (Recife), na invasão a Porto Calvo (Alagoas), na captura do Forte de Santa Catarina do Cabedelo (Paraíba) e invasões ao Rio de Janeiro.

Sigismundo foi um dos principais nomes entre os invasores da Guerra Luso-Holandesa, alcançando o posto de tenente-coronel durante batalhas pelo Brasil. Ao lado do almirante Jan Corneliszoom Lichthart, concluiu a famosa aliança com Domingos Fernandes Calabar que garantiu o sucesso das invasões holandesas por vários anos.

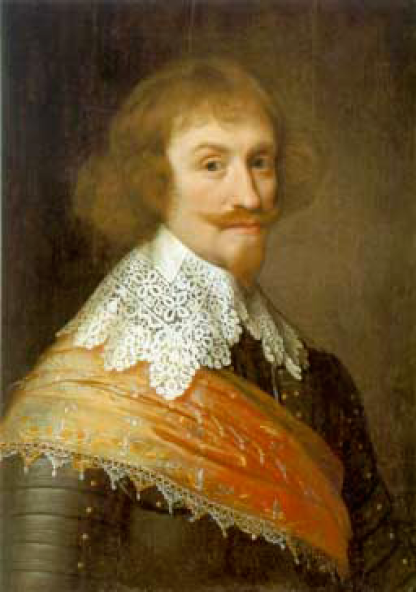
Conde Maurício de Nassau
Bandeira da Nova Holanda, ocupação holandesa no Brasil
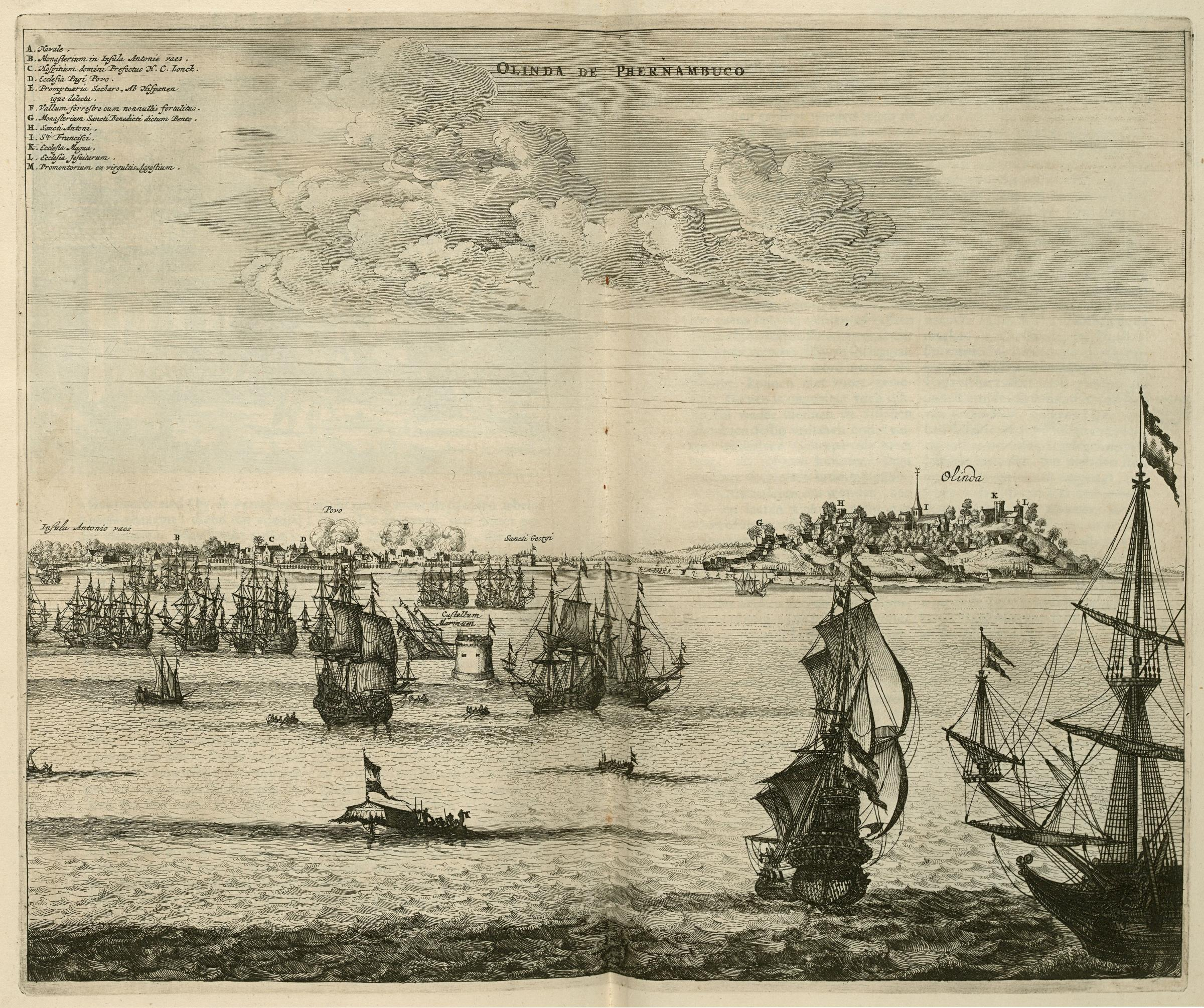
Gravura do cerco holandês à cidade de Olinda
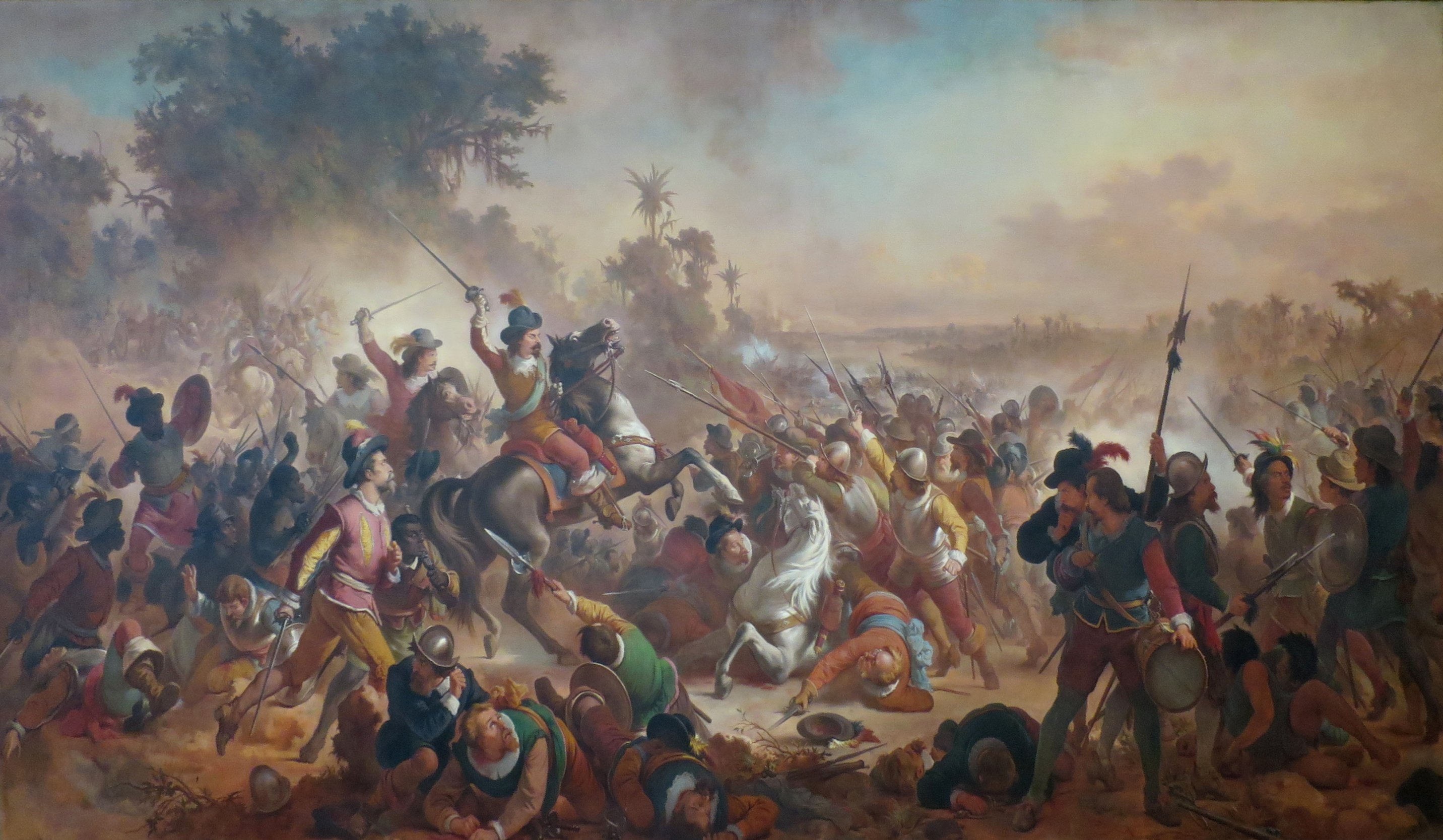
Batalha dos Guararapes, por Victor Meirelles

## Família
Sigismundo de Schkopp era membro de uma das mais antigas famílias nobres da região da Silésia. Seu tetravô foi Cristóvão de Schkopp, Coronel e "herói de guerra" na Breslávia. Fiel ao rei Jorge de Poděbrady, Cristóvão foi responsável pela construção do Schloss Auras em 1466.
Com alta reputação perante os duques da dinastia Piasta, o brasão dessa família apresenta um leão, de pelos vermelhos, vestido num hábito de monge e esferas vermelhas nas patas dianteiras.
Dentre seus descendentes, Sigismundo de Schkoppe tem Bernando de Schkopp, general e governador de Estrasburgo, como tetraneto; e Anna Hasta Edwiges von Seehausen, nobre prussiana radicada no Brasil, como pentaneta.